# Noche de Burns
La Noche de Burns o Cena de Burns (en inglés Burns night o Burns supper) es una celebración escocesa en la que se recuerda la vida y la obra del poeta Robert Burns, autor de poemas en escocés y en inglés de Escocia como "Auld Lang Syne". Esta cena suele celebrarse con motivo del cumpleaños del poeta (el día 25 de enero), aunque en principio puede realizarse en cualquier momento del año. Las cenas de Burns son especialmente comunes en Escocia, pero también pueden encontrarse allá donde exista un Club de Burns, una Sociedad Escocesa, amantes de la poesía de Robert Burns o expatriados de Escocia, como ocurrió el 25 de enero de 1890.
Las primeras cenas de este tipo las organizaron los amigos del poeta en Ayrshire a finales del siglo XVIII, para conmemorar su muerte el día 21 de julio, y se han mantenido desde entonces. Estas cenas pueden tener un carácter formal o informal, pero siempre deben ser entretenidas. Los únicos rasgos comunes a todas las cenas son el haggis, el whisky escocés y quizás un poema o dos. Las cenas organizadas por ciertas congregaciones franmasonas o Sociedades de San Andrés no permiten el acceso de mujeres (pero la mayoría, sí).

## Orden de la cena
La Cena de Burns debe seguir un orden tradicional
- 1 Llegada de los invitados
- 2 Discurso de bienvenida del anfitrión, y bendición de la mesa (empleando usualmente la "bendición de Selkirk", atribuida a Robert Burns.
- 3 Primer plato: sopa. Normalmente se trata de Scotch broth (caldo escocés), sopa de patata o Cock-a-leekie (sopa de puerro y patata).

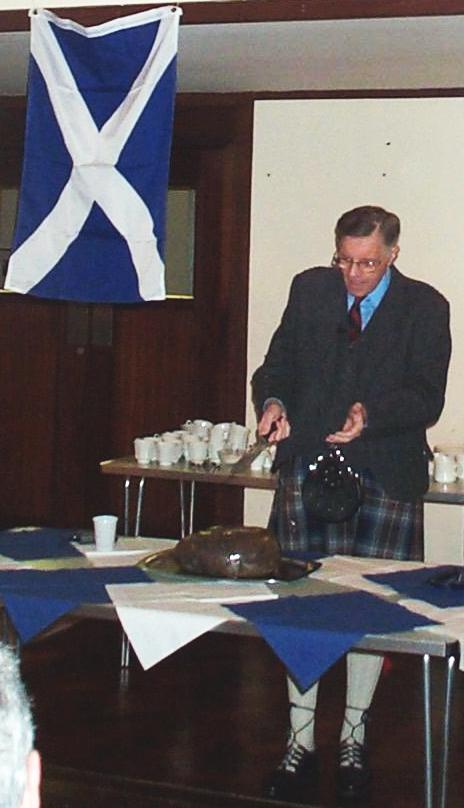
Discurso al haggis

- 4 Entrada del haggis: todos los comensales se ponen de pie cuando entra el plato principal, un haggis sobre una gran fuente. Es introducido por el cocinero, mientras suena una gaita. El gaitero puede interpretar la canción A man's a man for aw that, de Robert Burns, una de las candidatas a ser considerada como himno de Escocia. Después el anfitrión, u otro comensal con talento para la recitación, declama el "Discurso al Haggis" (Address To a Haggis), también del poeta. A medida que lo recita, el rapsoda "trincha" el haggis, abriéndolo de parte a parte sobre la fuente. Si se realiza apropiadamente, esta "ceremonia" es el punto álgido de la velada.
- 5 Plato principal: tras el poema, los comensales brindan con whisky, y disfrutan de la comida. El plato principal es, obviamente, el haggis, acompañado de puré de patatas y nabicoles.
- 6 Postre: la cena puede incluir un postre, queso café, etc., muchas veces siguiendo recetas tradicionales escocesas.
- 7 Brindis leal: el anfitrión propone un brindis por el Monarca británico -o por el presidente del País si la cena se celebra fuera del Reino Unido-. Tras este brindis los comensales pueden levantarse o fumar.
- 8 Memoria inmortal: uno de los invitados dice un breve discurso recordando algunos aspectos de la vida o la obra de Robert Burns. Puede tratarse de un discurso jocoso o serio, a gusto del orador, pero siempre entretenido. Después los comensales brindan por el poeta.
- 9 Apreciación: el anfitrión dice unas palabras de agradecimiento hacia el orador, y quizás comentando alguno de los puntos de su discurso.
- 10 Brindis por las damas: tradicionalmente, se trataba de un discurso dicho por un comensal masculino en agradecimiento a las mujeres que habían preparado la cena. En la actualidad su temática es más amplia, y suele abarcar la visión del orador sobre las mujeres en general. Suele ser gracioso, pero no ofensivo, sobre todo porque las damas tienen la oportunidad de contestar a continuación.
- 11 Respuesta al brindis por las damas: una invitada femenina presenta su visión sobre los hombres, respondiendo, si quiere, a algunas de las afirmaciones del discurso anterior. Es habitual que las personas encargadas de estos dos brindis colaboren en su redacción, de forma que ambos discursos se complementen.
- 12 Otros brindis y discursos (opcional)
- 13 Obras de Burns: tras los discursos, se pueden cantar algunas de las composiciones más conocidas de Burns, como Ae Fond Kiss, Parcel O' Rogues, A Man's a Man, etc., o bien recitar algunas de sus poesías, como To a Mouse, To a Louse, Tam O' Shanter, The Twa Dugs, Holy Willie's Prayer, etc. Las canciones y la recitación pueden correr a cargo de los propios invitados, o bien de personas especialmente contratadas a tal efecto.
- 14 Baile: ocasionalmente, la cena puede concluir con bailes tradicionales escoceses, si el recinto lo permite, aunque esto no es ya una parte de la Cena de Burns propiamente dicha.
- 15 Cierre de la velada: el anfitrión agradece la asistencia de los invitados, que le corresponden, y todo el mundo se pone de pie para cantar, cogidos de las manos, Auld Lang Syne, que pone fin a la velada.